# Pavana

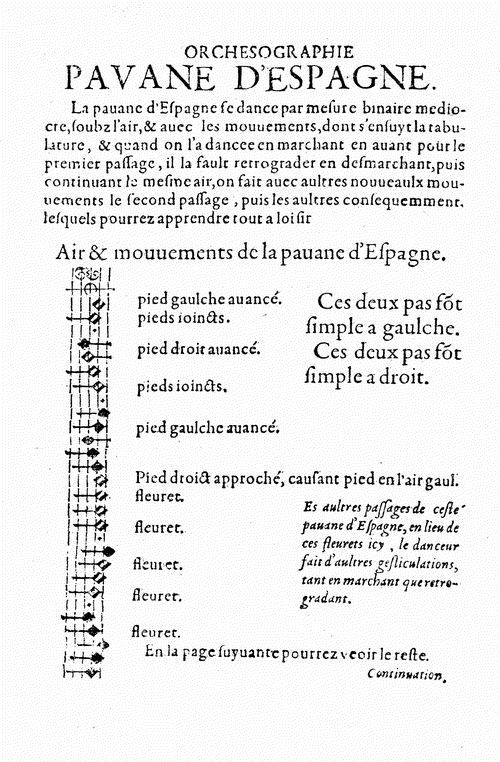
Partitura de la melodia de la Pavana d'Espanya de Thoinot Arbeau (1588) i que es troba a la Biblioteca del Congrés dels Estats Units.

La pavana és una dansa cortesana apareguda a Europa pels volts del 1525, originària possiblement de Pàdua i que va estar de moda en molts països durant tot el segle xvi. En llocs i moments diversos va adoptar altres noms com pavan, paven, pavin, pavian, pavine, pavyn, padovana i paduana. Tot i que no hi ha una certesa total que l'origen del nom es degui al gentilici de la ciutat italiana, sí que està fora de dubte el seu origen italià.
Generalment de ritme binari i pausada, era una dansa de cerimònia o d'introducció a altres danses, sovint la gallarda i en menys ocasions el saltarello, amb els quals contrastava tant en tempo com en mètrica. Acostumen a estar escrites en compàs de 2/2, normalment segueix una estructura o forma A,A1, B,B1, C,C1. Tant pot portar un acompanyament homofònic com contrapunttístic. D'acord amb Thoinot Arbeau, sovint s'acompanyava amb un tambor interpretant un patró rítmic constant consistent en negra-corxera-corxera.
 Pavana "Belle qui tiens ma vie" de Pierre Attaignant (?·pàg.)
Apareix en molts manuals de dansa a Anglaterra, França i Itàlia. Com a gènere musical va sobreviure alguns segles després que la dansa caigués en desús a finals del Renaixement, especialment en la forma de tombeau, especialment cultivada a França al segle xviii. A la cort de Lluís XIV, habitualment la pavana anava seguida d'una courante.
En el tractat de Thoinot Arbeau sembla una dansa per ser ballada per moltes parelles alhora, en processó, amb possible introducció de variants o ornamentacions per part dels balladors "On peut également continuer à avancer sur la deuxième partie, parcourant ainsi la salle en cortège de couples" (Arbeau 1967, 59–66). En canvi, en els manuals italians, la pavana sovint és una dansa força més complicada, per a una sola parella, seguida de la gallarda i altres seccions.
Sovint, les peces musicals més modernes que porten el nom de pavana tenen algun tipus de perfil que recorda d'alguna manera o altra l'antigor. En són exemples:
La Pavane de Gabriel Fauré (1887).
La Pavana per a una infanta difunta de Maurice Ravel (1899).
La "Pavane: She's So Fine" (1994) del John's Book of Alleged Dances, de John Coolidge Adams.
El quart moviment de la suite "The Fall of the House of Usher" de l'àlbum de rock progressiu Tales of Mystery and Imagination de The Alan Parsons Project (1976).
Ha originat diversos balls tradicionals als Països Catalans, on és una part integrant del ball de gitanes i de la dansa de Castellterçol. A la Catalunya Nova hi ha diferents modalitats de balls de bastons que duen aquest nom.
Els investigadors la situen entre els precedents del que a partir del segle xix acabarà configurant el nou ball de societat (juntament amb la volta italiana i la sarabanda espanyola).